# Pierre Jourdan (réalisateur)
Pour les articles homonymes, voir Pierre Jourdan et Jourdan.
Pierre Gendre, dit Pierre Jourdan, est un réalisateur de télévision, scénariste, producteur de spectacle, monteur, metteur en scène et directeur de maison d’opéra français, né à Cannes le 21 septembre 1932, et mort à Senlis le 16 août 2007. 
Il est le frère cadet de l'acteur Louis Jourdan. Il ne doit pas être confondu avec son parfait homonyme, l'acteur Pierre Jourdan (1907-1993).

## Biographie

### Un homme de télévision aux divers talents
Homme de théâtre, acteur aux multiples facettes, Pierre Jourdan débute dans le rôle principal de l'opérette Trois valses en 1952 au théâtre de la Gaîté-Lyrique avec Germaine Roger.
Il participe à l'aventure du festival d’Aix-en-Provence comme assistant de son fondateur et directeur Gabriel Dussurget.
Entre 1968 et 1977, Pierre Jourdan réalise une dizaine d’adaptations cinématographiques et audiovisuelles de tragédies et d’opéras (Fidelio tourné au Théâtre antique d’Orange, Phèdre, Le Trouvère, Tristan et Isolde, Norma, Aida…).
En 1982, il collabore avec Peter Brook pour la réalisation de La Tragédie de Carmen, réduction de l’opéra de Bizet. 
En 1984-1985, il réalise avec Ève Ruggiéri une série de sept émissions consacrées au chant français.
Par la suite, Pierre Jourdan met en  scène Ciboulette de Reynaldo Hahn, qui a été donnée à Monte-Carlo, Montpellier et Nancy et dont il fait l’adaptation pour France 2. 
En 1986, il réalise une série de huit émissions intitulées Le Magicien d'Aix sur l’histoire du Festival d’Aix-en-Provence avec Gabriel Dussurget et les grands noms du chant découverts à Aix[Lesquels ?].

### L'aventure du Théâtre impérial de Compiègne
En 1987, il fonde les associations le Théâtre français de la musique et surtout l’association Pour le Théâtre impérial, afin de mener un programme de restauration et de recueil de fonds destinés à la réhabilitation du Théâtre impérial de Compiègne. Cette salle exceptionnelle, œuvre de l’architecte Ancelet et dont le début de construction date de 1867, voit ses travaux stoppés en raison de la guerre de 1870 contre la Prusse ; la bataille de Sedan ruine l'Empire et toute possibilité d'achever l'édifice dans les temps. Ce théâtre qui n’a donc jamais été achevé en raison de la chute du régime de Napoléon III, devient finalement un haut-lieu de la scène lyrique. Installé dans ce cadre idéal, Pierre Jourdan s’est donné pour mission de réhabiliter le patrimoine musical lyrique français du post-baroque à nos jours et de restaurer un style authentique d’interprétation français chez les chanteurs et les orchestres qui les accompagnent.
Il a fait appel à de jeunes chanteurs, parmi lesquels les sopranos Inva Mula etIsabelle Philippe, la mezzo Anne-Sophie Schmidt, Laurence Dale, le ténor Bruno Comparetti, le baryton Armando Noguera, la basse Jean-Philippe Courtis. Pierre Jourdan confie également à Annick Massis, son premier rôle de colorature française avec Philine dans Mignon d'Ambroise Thomas dès 1992.
Les opéras
Depuis 1989, le T.F.M. a remis à l’affiche une vingtaine d’œuvres la plupart peu connues rarement ou jamais jouées. Pierre Jourdan a assuré la mise en scène de la plupart d'entre elles :
- Joseph en Égypte d'Étienne Nicolas Méhul
- Manon Lescaut (mise en scène David Freeman), Le Domino noir, Gustave III ou Le Bal masqué (version concert), Haydée et Fra Diavolo de Daniel-François-Esprit Auber
- Henry VIII de Camille Saint-Saëns
- Christophe Colomb de Darius Milhaud
- Le Songe d'une nuit d'été et Mignon d'Ambroise Thomas
- Le Déserteur (mise en scène C. Daumas) de Pierre-Alexandre Monsigny
- La Colombe de Charles Gounod
- Céphale et Procris d'André Grétry
- Llanto por Ignacio Sánchez Mejías de Stávros Xarchákos (avec des décors de Dado)
- Médée de Luigi Cherubini
- Les Noces de Figaro de Mozart (dans une nouvelle adaptation en français d'Éric-Emmanuel Schmitt)

Les opérettes
- Une éducation manquée de Chabrier et Milhaud,
- La Périchole, un spectacle Offenbach
- J’aime le Music-Hall, une revue de chansons françaises.

En octobre 1998, Pierre Jourdan met en scène La Jolie Fille de Perth de Bizet.
En mars 1999, Pelléas et Mélisande de Debussy dans la première version pour piano seul, en octobre, La Légende de Joseph en Égypte de Méhul, en décembre, Les Diamants de la couronne d’Auber.
Lors de la saison 2000-2001, Pierre Jourdan a montré son intérêt pour le répertoire contemporain en mettant en scène la création Le Visiteur, opéra adapté du texte de la pièce du même nom d'Éric-Emmanuel Schmitt, mis en musique par le compositeur grec Stávros Xarchákos. 
En 2000, il  produit La Périchole avec Élodie Méchain dans le rôle-titre en décembre, et sa revue Folie Opérette.
La saison 2001-2002, marquant le 10e anniversaire du T.F.M., a vu la création de La Jeunesse de Pierre le Grand de Grétry et la reprise des Noces de Figaro, et la mise en scène à Barcelone de Henry VIII de Saint-Saëns avec Montserrat Caballé.
En 2002-2003, Pierre Jourdan met en scène Dinorah ou Le Pardon de Ploërmel de Meyerbeer avec Isabelle Philippe dans le rôle titre.
En 2003-2004, il remonte Une éducation manquée, La Voix Humaine de Francis Poulenc et Pelléas et Mélisande, ces productions présentées avec succès au Linbury Studio théâtre du Royal Opera House au Covent Garden de Londres.
En 2004-2005, Pierre Jourdan crée Noé de Bizet en première mondiale, œuvre que Jacques-Fromental Halévy avait commencée et que son gendre Georges Bizet avait à sa demande achevée, puis Haÿdée de Daniel François Esprit Auber et Charles VI de Fromental Halévy. En octobre 2005, il met en scène Jean-Claude Carrière dans son adaptation en monologue de L'Arlésienne de Bizet et monte Djamileh de Bizet avec Marie Gautrot, Sébastien Guèze et Armando Noguera. 
En juin-juillet 2005, une nouvelle semaine d'opéra français à Covent Garden a permis au public anglais de découvrir Le Visiteur d'Éric-Emmanuel Schmitt et Stávros Xarchákos.
En 2006, le théâtre impérial de Compiègne met à l’affiche Fra Diavolo de Daniel François Esprit Auber et Les Caprices de Marianne d’Henri Sauguet.
En mai 2007, le Conseil général de l'Oise a brutalement réduit sa subvention pour réaffecter les sommes à des spectacles de variété. Cette mesure a conduit à remettre en cause la programmation de la saison 2007-2008 qui devait être consacrée à Boieldieu. La production de Jean de Paris, opéra de ce compositeur, a dû être annulée. Cette mesure a également compromis définitivement la reprise de la Reine de Chypre de Fromental Halévy, projet qui tenait particulièrement à cœur à Pierre Jourdan, ainsi d'ailleurs que l'exhumation de l'opéra en deux actes Le Dieu et la Bayadère de Daniel Auber.
Les récitals
Pierre Jourdan programme également tous les ans une série de récitals avec des artistes confirmés comme le trompettiste français Maurice André, ou les pianistes Philippe Bianconi, Jean-Philippe Collard, Alexandre Ghindine, Cédric Tiberghien, François Weigel sur un piano à queue Gaveau ayant appartenu au célèbre pianiste Alfred Cortot.

## Filmographie

### Comme réalisateur
- 1968 : Phèdre
- 1972 : Le Trouvère
- 1972 : Un danseur: Rudolph Nureyev (I Am a Dancer)
- 1974 : Norma
- 1974 : Tristan und Isolde (dans le cadre des Chorégies d'Orange, le 7 juillet 1973)[1]
- 1977 : Aida
- 1979 : Fidelio
- 1982 : Ciboulette (TV)
- 1990 : Manon Lescaut (TV)
- 1990 : La Légende de Joseph en Égypte (TV)
- 1991 : Henry VIII (TV)
- 1992 : Christobal Colomb (TV)
- 1994 : Une éducation manquée (TV)
- 1994 : Le Songe d'une nuit d'été (TV)
- 1994 : J'aime le music-hall (TV)
- 1994 : De Serge Gainsbourg à Gainsbarre de 1958 - 1991 (vidéo)
- 1994 : La Colombe (télévision) (TV)
- 1995 : Le Domino noir (TV)
- 1996 : Mignon (TV)
- 1996 : Llanto por Ignacio Sanchez (TV)
- 1996 : Médée (TV)
- 1997 : Les Noces de Figaro (TV)
- 1998 : La Jolie Fille de Perth (TV)
- 1999 : Pelléas et Mélisande (TV)
- 1999 : Les Diamants de la couronne (TV)
- 2005 : Noé (TV)
- 2006 : Les caprices de Marianne d'Henri Sauguet d’après Alfred de Musset, (Théâtre impérial de Compiègne)

### Comme acteur
- 1995 : La Périchole (TV) : Le récitant

### Comme producteur
- 1962 : Leviathan
- 1966 : Paradiso, hôtel du libre-échange (Hotel Paradiso)
- 1983 : La Tragédie de Carmen

### Comme scénariste
- 1990 : La Légende de Joseph en Égypte (TV)
- 1998 : La Jolie Fille de Perth (TV)

### Comme monteur
- 1979 : Fidelio